# 永熙 (北魏)
永熙（532年十二月—534年十二月）是北魏孝武帝元修的第三個年号，由大丞相高歡總理朝政。歷時2年。

## 纪年
| 永熙 | 元年  | 二年  | 三年  |
| ---- | ----- | ----- | ----- |
| 公元 | 532年 | 533年 | 534年 |
| 干支 | 壬子  | 癸丑  | 甲寅  |

## 參看
- 中国年号索引
  - 其他使用永熙年號的政權
- 同期存在的其他政权年号
  - 中大通（529年十月—534年十二月）：南朝梁政權梁武帝萧衍的年号
  - 神嘉（525年十二月—535年三月）：北魏時期領導劉蠡升年号
  - 天平（534年十月—537年十二月）：東魏政权東魏孝靜帝元善見年号
  - 章和：高昌政权麴坚年号